# Francesco Leonardi
Francesco Leonardi (Roma, 1730 c. – dopo 1816) è stato un cuoco italiano, attivo nel XVIII secolo in diversi paesi europei.

## Biografia
La sua vita è pressoché sconosciuta e le poche informazioni che di lui ci sono note provengono dalle scarse informazioni biografiche contenute nella sua opera principale L'Apicio moderno.
Nato a Roma o nei pressi, si trasferì da giovane a Parigi dove apprese le prime nozioni della cucina francese. Dopo aver acquisito professionalità rientrò in Italia e si stabilì a Napoli presso la dimora di Michele Imperiali, principe di Francavilla e marchese d'Oria. 
Nel 1772 si sarebbe trasferito a Roma presso il cardinale De Bernis, che in quel tempo ricopriva il ruolo di ambasciatore di Francia presso la Santa Sede. 
In seguito viaggìò estesamente per l'Europa al seguito dell'esercito del re di Francia Luigi XV e successivamente divenne cuoco personale del generale Ivan Ivanovič Šuvalov, che combatteva in Austria, seguendolo poi a San Pietroburgo.
Nel 1783 passò quindi al servizio dell'imperatrice Caterina II, ma, soffrendo il freddo estremo della Russia, decise di rientrare in Italia. 
Qui si dedicò alla stesura della sua opera in sei volumi, L'Apicio moderno, ossia l'arte di apprestare ogni sorta di vivande. La prima edizione venne edita a Roma nel 1790 e poi ristampata nel 1807-8 integrata da due altri volumi sulla cucina italiana. 
Successivamente iniziò a redigere una nuova opera, il Dizionario ragionato degli alimenti della quale sono pervenuti soltanto tre volumi che furono editi a Roma nel 1795 dall'editore Paolo Giunchi. 
Altra sua opera è Gianina, ossia la cuciniera delle Alpi, che risulta stampato a Roma in tre volumi nel 1817, riedizione della sua prima opera, e quindi, postumo, Il cuciniere perfetto italiano del 1826, anch'esso una riedizione de L'Apicio moderno.
L'anno seguente venne dato alle stampe Tonkin, ossia il credenziere cinese, altra revisione della sua opera maggiore.

## Opere
- L'apicio moderno, ossia l'arte di appreastare ogni sorta di vivande in 6 volumi
- Dizionario ragionato degli alimenti
- Gianina, ossia la cuciniera delle Alpi
- Il cuciniere perfetto italiano
- Tonkin, ossia il credenziere cinese